# Ахенская ратуша
Ахенская ратуша (нем. Aachener Rathaus) — здание городского управления города Ахен (федеральная земля Северный Рейн — Вестфалия). Наряду с Ахенским собором ратуша является самым значительным памятником архитектуры исторического центра Ахена.

## История
С 1267 года магистрат города Ахен размещался в так называемом «Травяном доме» (нем.), расположенном на площади Рыбного рынка (нем. Fischmarkt). Но в связи с тем, что в 1306 году Ахен получил статус «вольного города святого римского престола», и в нём должны были происходить коронационные мероприятия и имперские сеймы, возникла необходимость в новом здании ратуши с большим залом для коронаций и праздничных трапез.
В первой половине XIV столетия ахенский магистрат, возглавляемый бургомистром Герхардом Хорусом (нем.), принял решение о строительстве нового здания городской ратуши. Строительство здания начато в 1330 году, причём здание возводилось на фундаменте королевского зала разрушенного императорского дворца, от которого до нашего времени дошли только капелла Карла Великого, ставшая частью Ахенского собора, и башня Грануса, которая стала восточной башней новой ратуши. Окончено строительство было в 1349 году.
2 мая 1656 года во время Большого городского пожара (нем.) сгорели крыша ратуши и башенные шпили. Они были восстановлены в барочном стиле, а в XVIII веке в этом стиле было перестроено и само здание ратуши, а также зал заседаний и «Белый зал». В здании были установлены деревянные панели работы льежского цеха Жака де Ри и фрески художника Иоганна Хризанта Болленрата.
К торжественному подписанию мирного договора по окончании войны за австрийское наследство в 1748 году в ратуше был обставлен так называемый «Мирный зал».
В течение XIX века ратуша многократно перестраивалась, постепенно возвращая себе готический образ. Обращенный к Рыночной площади (нем. Marktplatz) северный фасад ратуши был украшен 50-ю неоготическими статуями королей, а также символами искусств, науки и христианства. Разделенный перегородками на несколько помещений Большой коронационный зал и парадная лестница были восстановлены в первоначальном виде. Стены ратуши украсили многочисленные фрески работы Альфреда Ретеля (нем.) и его учеников. На фресках изображены сцены из истории Ахена и жизни Карла Великого. Эти фрески являются выдающимся образцом позднеромантической исторической живописи.
После очередного пожара в 1883 году часть крыши и шпили башен вновь сгорели. Полностью восстановительные работы были закончены к 1902 году.
Во время бомбардировок союзнической авиации в 1943 году здание ратуши было сильно повреждено. Восстановительные работы начались в конце 1940-х годов. Первым делом были отреставрированы фасады зданий. Реставрация внутренних помещений и башен закончилась только в конце 1970-х годов.

## Ахенская ратуша сегодня
Сегодня Ахенская ратуша — не только орган административной власти и место нахождения канцелярии ахенского бургомистра, но и музей, в котором размещены произведения искусства и исторические памятники:
- копии атрибутов императорской власти из венской сокровищницы, подаренные ратуше императором Вильгельмом II в 1915 году. Эти атрибуты напоминают о 31 коронации, которые проходили между 813 и 1531 годами в Ахене
- Рукопись Имперского Евангелия, созданная до 800 года в мастерских Карла Великого
- Меч Карла Великого ?
- Корона и держава императора Оттона I Великого

В 2009 году Ахенская ратуша вошла в состав европейского проекта «Путь Карла Великого» (фр.). В рамках этого проекта исторические залы ратуши были открыты для посетителей.
Ежегодно в здании Ахенской ратуши происходит церемония вручения международной премии им. Карла Великого за вклад в объединение Европы.

## Галерея
- «Травяной дом» (трёхэтажное здание с тремя окнами на втором этаже и семью скульптурами − на третьем)
- Ахенская ратуша в 1840 году
- Башня Granusturm (вид с улицы Rommelsgasse)
- Коронационный зал
- Одна из фресок работы Альфреда Ретеля